# Теапа (муниципалитет)
Теа́па (исп. Teapa) — муниципалитет в Мексике, в штате Табаско, с административным центром в одноимённом городе. Численность населения, по данным переписи 2020 года, составила 58 718 человек.

## Общие сведения
Название Teapa происходит от астекского Tea-pan, что дословно можно перевести как: каменная река.
Площадь муниципалитета равна 420,8 км², что составляет 1,7 % от общей площади штата, а наиболее высоко расположенное поселение Николас-Браво-2 находится на высоте 501 метр.
Он граничит с другими муниципалитетами штата Табаско: на севере с Сентро, на востоке с Халапой и Такотальпой, а на юге и западе с другим штатом Мексики — Чьяпасом.
Муниципалитет расположен зоне между горной и равнинной местностью, наивысшие горные вершины: Эль-Асуфре и Эль-Кокона́, достигают в высоту до 1000 м.
Водные артерии представлены такими реками как: Теапа, Пуякатенго, Пичукалько, и лагуной Ситио-Гранде.
Климат Теапы — жаркий и влажный, с обильными дождями в течение всего года. Среднегодовая температура +27,8°С, с максимальным значением в июне +43°С … +45°С и минимальным в декабре +18°С … +21°С. Годовая норма осадков 3862 мм, с максимальным уровнем в сентябре — 570 мм.

## Учреждение и состав
Муниципалитет был образован 18 декабря 1883 года, по данным 2020 года в его состав входит 56 населённых пунктов, самые крупные из которых:
| Код INEGI                  | Населённый пункт                                                                                     | Численность населения (2005 год) | Численность населения (2010 год) | Численность населения (2020 год) |
| -------------------------- | --- | -------------------------------- | -------------------------------- | -------------------------------- |
| 016                        | Всего                                                                                                | 49262                            | 53555                            | 58718                            |
| 0001                       | Теапа (исп. Teapa) 17°32′54″ с. ш. 92°57′11″ з. д. (административный центр)                          | 26140                            | 26548                            | 29068                            |
| 0017                       | Хуан-Альдама (исп. Juan Aldama) 17°36′33″ с. ш. 93°01′41″ з. д.                                      | 3043                             | 3501                             | 4152                             |
| 0033                       | Висенте-Герреро-Лерма (исп. Vicente Guerrero (Lerma)) 17°30′46″ с. ш. 92°55′20″ з. д.                | 1406                             | 1572                             | 1725                             |
| 0028                       | Мигель-Идальго-2 (Сарабия) (исп. Miguel Hidalgo 2da. Sec. (Sarabia)) 17°36′20″ с. ш. 92°55′35″ з. д. | 1066                             | 1264                             | 1506                             |
| 0076                       | Эурека-и-Белен (исп. Eureka y Belén) 17°33′36″ с. ш. 92°55′41″ з. д.                                 | 1199                             | 1517                             | 1504                             |
| 0019                       | Мануэль-Буэльта-2 (исп. Manuel Buelta 2da. Sección) 17°34′40″ с. ш. 92°57′45″ з. д.                  | 665                              | 973                              | 1341                             |
| 0002                       | Андрес-Кинтана-Роо (исп. Andrés Quintana Roo) 17°42′35″ с. ш. 93°00′39″ з. д.                        | 1110                             | 1066                             | 1180                             |
| —                          | Прочие                                                                                               | 14733                            | 17114                            | 18242                            |
| Названия на карте Генштаба | |                                  |                                  |                                  |

## Экономическая деятельность
По статистическим данным 2000 года, работоспособное население занято по секторам экономики в следующих пропорциях:
- сельское хозяйство, животноводство и рыбная ловля — 35,7 %;
- промышленность и строительство — 14,5 %;
- торговля, сферы услуг и туризма — 48,5 %;
- безработные — 1,3 %.

Муниципалитет производит многие сельскохозяйственные культуры, но основной являются бананы. Из остальных можно выделить кукурузу, кофейное дерево, гевею, апельсины и лимоны, авокадо и красный перец.
Животноводство также является важной деятельностью муниципалитета. Согласно статистическим данным в 1997 году здесь содержалось 49,5 тыс. голов крупного рогатого скота, 10,3 тыс. поросят, 1862 овцы и 5372 лошади, а также 86,5 тыс. домашних птиц.
Промышленность развита слабо, можно выделить добычу гравия и производство картонной упаковки.

## Инфраструктура
По статистическим данным 2020 года, инфраструктура развита следующим образом:
- электрификация: 99,3 %;
- водоснабжение: 80,4 %;
- водоотведение: 98,4 %.

## Туризм
Из достопримечательностей, привлекающих множество туристов в Теапу, стоит отметить:
- Храм Текомахьяка, первый храм в Теапе, возведённый в 1712—1725 годах;
- Храм Эскипулас, построен в XVII веке;
- Храм Апостола Сантьяго, возведён в 1725—1730 годах;
- Пещеры Кокона́ — туристический центр с ресторанами и гостиничными номерами в горах;
- Курорт Асуфре — туристический центр, известный своими целебными горячими источниками, с возможностью размещения в номерах;
- Курорт Рио-Пуякатенго — предоставляет отдых на берегах кристально чистой реки Пуякатенго;
- Мирадор — наблюдательная площадка с панорамным видом на реку Теапа.

## Фотографии

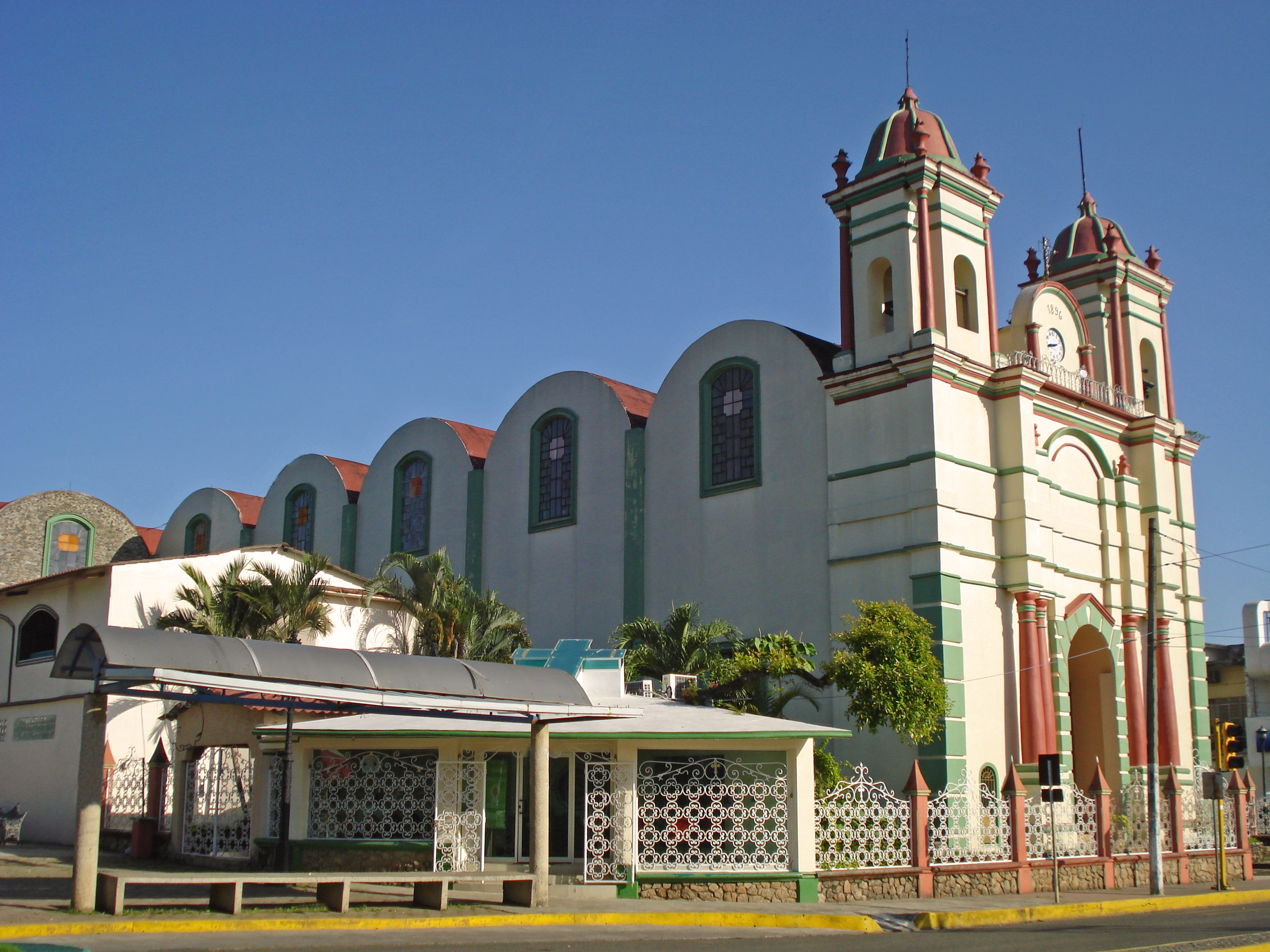
Церковь Апостола Иакова
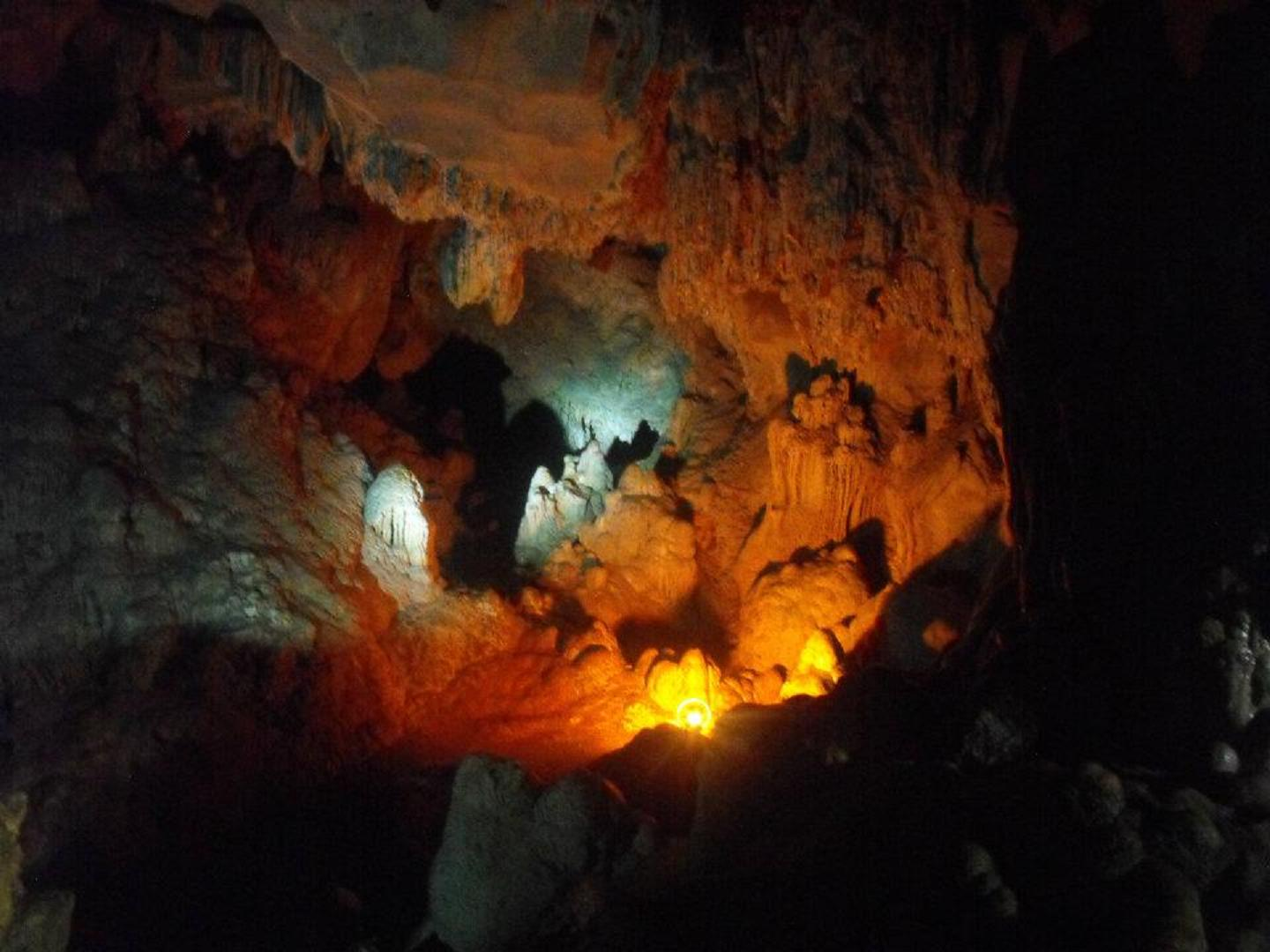
Грот Кокона
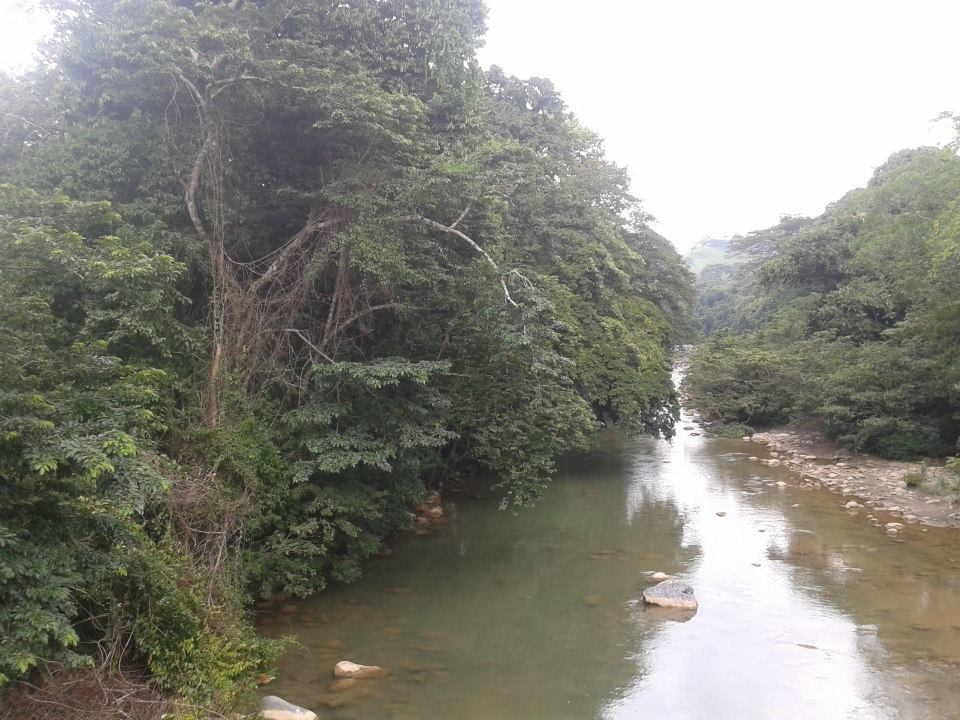
Река Пуякатенго
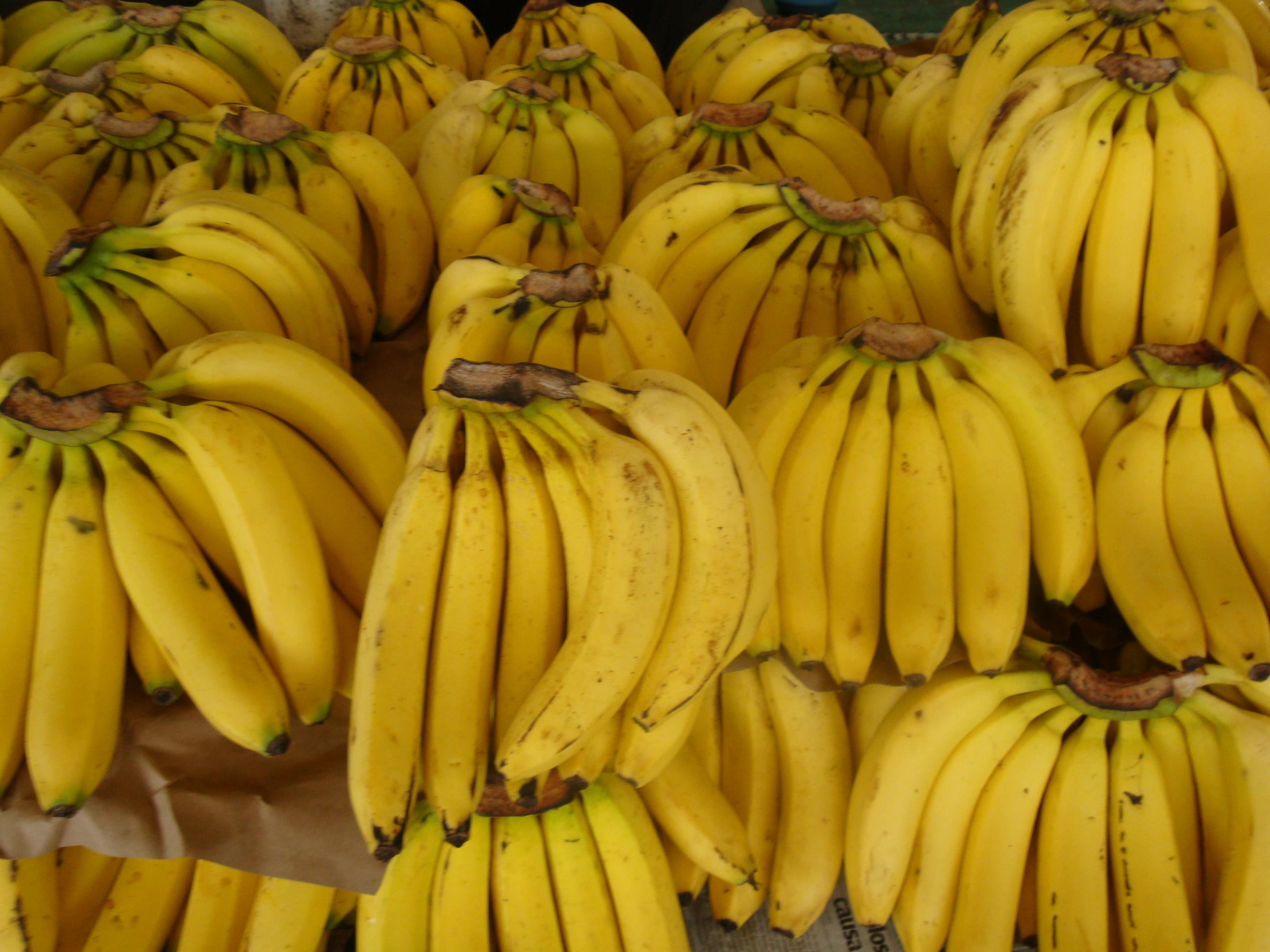
Бананы — основная сельхозкультура Теапы
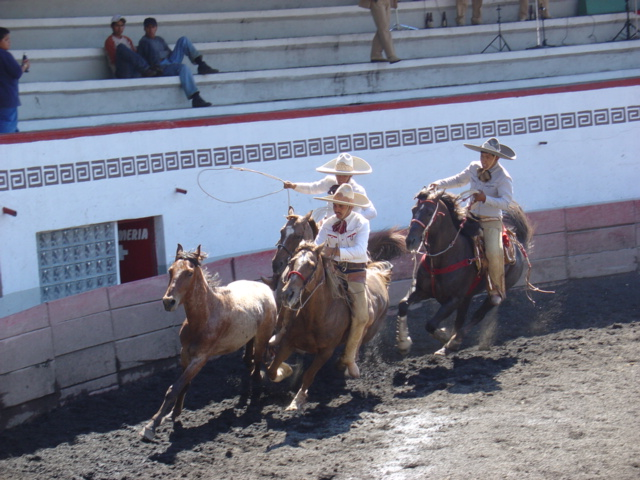
Чаррерия — традиционные соревнования по загону лошадей